# Almudaina
Almudaina é um município da Espanha na província de Alicante, Comunidade Valenciana. Tem 8,8 km² de área e em 2021 tinha 117 habitantes (densidade: 13,3 hab./km²).
O seu alcaide, José Luis Seguí, está em funções desde 1972, na época do Franquismo. É o alcaide mais antigo em Espanha.

## Demografia
| Variação demográfica do município entre 1991 e 2004 | Variação demográfica do município entre 1991 e 2004 | Variação demográfica do município entre 1991 e 2004 | Variação demográfica do município entre 1991 e 2004 |
| --------------------------------------------------- | --------------------------------------------------- | --------------------------------------------------- | --------------------------------------------------- |
| 1991                                                | 1996                                                | 2001                                                | 2004                                                |
| 133                                                 | 125                                                 | 109                                                 | 111                                                 |